# Zametopina
Zametopina is een monotypisch geslacht van spinnen uit de  familie van de Thomisidae (krabspinnen).

## Soort
- Zametopina calceata Simon, 1909